# Consiliul European pentru Refugiați și Exilați
Consiliul European pentru Refugiați și Exilați (în engleză European Council on Refugees and Exiles, acronim ECRE) este o alianță de 127 de ONG-uri din 40 de țări europene, înființată în 1974. Misiunea ECRE este de a proteja și promova drepturile refugiaților, solicitanților de azil și altor persoane strămutate forțat în Europa și în politicile externe ale Europei.

## Istorie
Consiliul European pentru Refugiați și Exilați (ECRE) este o alianță de 127 de ONG-uri din 40 de țări europene, înființată în 1974. ECRE are, de asemenea, parteneriate internaționale cu organizații care nu au sediul în Europa.
A dezvoltat și continuă să gestioneze Baza de date cu informații privind azilul (AIDA), Baza de date europeană privind dreptul azilului (EDAL) și Rețeaua juridică europeană privind azilul (ELENA).

## Membri
| Regiune                                                           | Nume | Țară                   |
| ----------------------------------------------------------------- | --- | ---------------------- |
| Europa Centrală                                                   | Asylkoordination Österreich | Austria                |
| Europa Centrală                                                   | Diakonie in Österreich | Austria                |
| Europa Centrală                                                   | Plattform Asyl – FÜR MENSCHEN RECHTE                                                                                                   | Austria                |
| Europa Centrală                                                   | Centre for Refugee Support | Belarus                |
| Europa Centrală                                                   | Organization for Aid to Refugees (OPU) – Organizace Pro Pomoc Uprchlíkům (OPU)                                                         | Republica Cehă         |
| Europa Centrală                                                   | Afghan LGBT Organization (ALO) | Republica Cehă         |
| Europa Centrală                                                   | Caritas Germania | Germania               |
| Europa Centrală                                                   | Der Paritätische Gesamtverband | Germania               |
| Europa Centrală                                                   | Diakonie Deutschland | Germania               |
| Europa Centrală                                                   | PRO ASYL | Germania               |
| Europa Centrală                                                   | Female Fellows | Germania               |
| Europa Centrală                                                   | Terre des Hommes (TDH) Germania – Hilfe für Kinder in Not                                                                              | Germania               |
| Europa Centrală                                                   | International Refugee Assistance Project (IRAP)                                                                                        | Germania               |
| Europa Centrală                                                   | Arbeiterwohlfahrt (AWO) | Germania               |
| Europa Centrală                                                   | Hungarian Helsinki Committee (HHC) – Magyar Helsinki Bizottság                                                                         | Germania               |
| Europa Centrală                                                   | Menedék – Hungarian Association for Migrants – Menedék – Migránsokat Segítő Egyesület                                                  | Germania               |
| Europa Centrală                                                   | Helsinki Foundation for Human Rights (HFHR) – Helsińska Fundacja Praw Człowieka                                                        | Polonia                |
| Europa Centrală                                                   | Association for Legal Intervention – Stowarzyszenie Interwencji Prawnej                                                                | Polonia                |
| Europa Centrală                                                   | Ocalenie Foundation – Fundacja Ocalenie                                                                                                | Polonia                |
| Europa Centrală                                                   | Human Rights League Slovakia | Polonia                |
| Europa Centrală                                                   | Slovak Humanitarian Council (SHR) – Slovenská Humanitná Rada (SHR)                                                                     | Slovacia               |
| Europa Centrală                                                   | Swiss Refugee Council (SFH) – Schweizerische Flüchtlingshilfe (SFH)                                                                    | Slovacia               |
| Europa Centrală                                                   | Swiss Refugee Council (SFH) – Schweizerische Flüchtlingshilfe (SFH)                                                                    | Elveția                |
| Europa Centrală                                                   | AsyLex | Elveția                |
| Europa Centrală                                                   | Right to Protection (R2P) – Право на захист                                                                                            | Ucraina                |
| Europa Centrală                                                   | The Tenth of April (TTA) – Десяте Квітня                                                                                               | Ucraina                |
| Europa de Vest – Irlanda, Marea Britanie, Benelux – Internațional | Flemish Refugee Action – Vluchtelingenwerk Vlaanderen                                                                                  | Belgia                 |
| Europa de Vest – Irlanda, Marea Britanie, Benelux – Internațional | Flemish Refugee Action – Vluchtelingenwerk Vlaanderen                                                                                  | Belgia                 |
| Europa de Vest – Irlanda, Marea Britanie, Benelux – Internațional | NANSEN | Belgia                 |
| Europa de Vest – Irlanda, Marea Britanie, Benelux – Internațional | Active Citizen Europe (ACE) | Belgia                 |
| Europa de Vest – Irlanda, Marea Britanie, Benelux – Internațional | Oxfam EU Office | Belgia                 |
| Europa de Vest – Irlanda, Marea Britanie, Benelux – Internațional | SOLIDAR | Belgia                 |
| Europa de Vest – Irlanda, Marea Britanie, Benelux – Internațional | Churches' Commission for Migrants in Europe and Conference of European Churches (CCME&CEC)                                             | Internațional          |
| Europa de Vest – Irlanda, Marea Britanie, Benelux – Internațional | Caritas Europa | Internațional (Belgia) |
| Europa de Vest – Irlanda, Marea Britanie, Benelux – Internațional | International Catholic Migration Commission (ICMC)                                                                                     | Internațional (Belgia) |
| Europa de Vest – Irlanda, Marea Britanie, Benelux – Internațional | International Rehabilitation Council for Torture Victims (IRCT)                                                                        | Internațional (Belgia) |
| Europa de Vest – Irlanda, Marea Britanie, Benelux – Internațional | Jesuit Refugee Service (JRS) Europe | Internațional (Belgia) |
| Europa de Vest – Irlanda, Marea Britanie, Benelux – Internațional | Kids in Need of Defense (KIND) Europe                                                                                                  | Internațional (Belgia) |
| Europa de Vest – Irlanda, Marea Britanie, Benelux – Internațional | Voicify | Internațional (Belgia) |
| Europa de Vest – Irlanda, Marea Britanie, Benelux – Internațional | Irish Refugee Council | Irlanda                |
| Europa de Vest – Irlanda, Marea Britanie, Benelux – Internațional | Caritas Luxembourg | Luxemburg              |
| Europa de Vest – Irlanda, Marea Britanie, Benelux – Internațional | Passerell | Luxemburg              |
| Europa de Vest – Irlanda, Marea Britanie, Benelux – Internațional | Dutch Council for Refugees (DCFR) – VluchtelingenWerk Nederland                                                                        | Olanda                 |
| Europa de Vest – Irlanda, Marea Britanie, Benelux – Internațional | University Assistance Fund (UAF) – Stichting voor Vluchteling-Studenten (UAF)                                                          | Olanda                 |
| Europa de Vest – Irlanda, Marea Britanie, Benelux – Internațional | British Red Cross | Regatul Unit           |
| Europa de Vest – Irlanda, Marea Britanie, Benelux – Internațional | British Refugee Council | Regatul Unit           |
| Europa de Vest – Irlanda, Marea Britanie, Benelux – Internațional | Immigration Law Practitioners' Association (ILPA)                                                                                      | Regatul Unit           |
| Europa de Vest – Irlanda, Marea Britanie, Benelux – Internațional | Scottish Refugee Council | Regatul Unit           |
| Europa de Vest – Irlanda, Marea Britanie, Benelux – Internațional | Student Action for Refugees (STAR) | Regatul Unit           |
| Mediterana                                                        | Cyprus Refugee Council (CyRC) | Cipru                  |
| Mediterana                                                        | Refugee Rights Association (RRA) – Mülteci Hakları Derneği (MHD)                                                                       | Cipru (de Nord)        |
| Mediterana                                                        | Forum Réfugiés | Franța                 |
| Mediterana                                                        | Emmaus Europe | Franța                 |
| Mediterana                                                        | France terre d'asile | Franța                 |
| Mediterana                                                        | Entraide Pierre Valdo | Franța                 |
| Mediterana                                                        | French Refugee Council | Franța                 |
| Mediterana                                                        | Safe Passage France | Franța                 |
| Mediterana                                                        | Greek Council for Refugees (GCR) – Ελληνικό Συμβούλιο για τους Πρόσφυγες (ΕΣΠ)                                                         | Grecia                 |
| Mediterana                                                        | Solidarity Now | Grecia                 |
| Mediterana                                                        | Fenix – Humanitarian Legal Aid | Grecia                 |
| Mediterana                                                        | Greek Forum of Refugees – Ελληνικό Φόρουμ Προσφύgen                                                                                    | Grecia                 |
| Mediterana                                                        | Communauté Ivoirienne de la Grèce – Ιβοριανή Κοινότητα Ελλάδας                                                                         | Grecia                 |
| Mediterana                                                        | Safe Passage International A.M.K.E | Grecia                 |
| Mediterana                                                        | Hebrew Immigrant Aid Society (HIAS) Greece                                                                                             | Internațional (Grecia) |
| Mediterana                                                        | Italian Council for Refugees (CIR) (CIR ONLUS) – Consiglio Italiano per i Rifugiati (CIR)                                              | Italia                 |
| Mediterana                                                        | MOSAICO – Action for Refugees – MOSAICO – Azioni per i Rifugiati                                                                       | Italia                 |
| Mediterana                                                        | Asilo in Europa (AE) | Italia                 |
| Mediterana                                                        | Refugees Welcome Italia | Italia                 |
| Mediterana                                                        | Jesuit Refugee Service (JRS) Malta | Malta                  |
| Mediterana                                                        | aditus foundation | Malta                  |
| Mediterana                                                        | Conselho Português para os Refugiados (CPR)                                                                                            | Portugalia             |
| Mediterana                                                        | Union of Refugees in Portugal (UREP) – União de Refugiados Em Portugal (UREP)                                                          | Portugalia             |
| Mediterana                                                        | Accem | Spania                 |
| Mediterana                                                        | Spanish Commission for Refugee Aid (CEAR) – Comissió Espanyola D'ajuda Al Refugiats (CEAR)                                             | Spania                 |
| Mediterana                                                        | NGO Rescue – ONG Rescate | Spania                 |
| Mediterana – Cruz Roja Española                                   | Spania |                        |
| Mediterana                                                        | Convive Cepaim Foundation – Convive Fundación Cepaim                                                                                   | Spania                 |
| Mediterana                                                        | Red Acoge | Spania                 |
| Mediterana                                                        | Andalucía Acoge | Spania                 |
| Mediterana                                                        | Movimiento por la Paz (MPDL) | Spania                 |
| Mediterana                                                        | Extranjeristas en Red | Spania                 |
| Mediterana                                                        | Refugee Rights Turkey (RRT) – Mülteci Hakları Merkezi (MHM)                                                                            | Turcia                 |
| Mediterana                                                        | Mültecilerle Dayanıșma Derneği (Mülteci-Der)                                                                                           | Turcia                 |
| Mediterana                                                        | Association for Social Development and Aid Mobilization (SGDD-ASAM) – Sosyal Gelișim ve Dayanıșma Derneği (SGDD-ASAM)                  | Turcia                 |
| Mediterana                                                        | MUDEM – MUDEM Mülteci Destek Derneği                                                                                                   | Turcia                 |
| Baltica și Nordică                                                | Consiliul Danez pentru Refugiați | Danemarca              |
| Baltica și Nordică                                                | Estonian Refugee Council – Eesti Pagulasabi                                                                                            | Estonia                |
| Baltica și Nordică                                                | Estonian Human Rights Centre – Eesti Inimõiguste Keskus                                                                                | Estonia                |
| Baltica și Nordică                                                | Finnish Refugee Advice Centre – Pakolaisneuvonta                                                                                       | Finlanda               |
| Baltica și Nordică                                                | Icelandic Red Cross – Rauði krossinn á Íslandi                                                                                         | Islanda                |
| Baltica și Nordică                                                | Island Panorama Centre | Islanda                |
| Baltica și Nordică                                                | Latvian Centre for Human Rights – Latvijas Cilvēktiesību Centrs                                                                        | Letonia                |
| Baltica și Nordică                                                | Lithuanian Red Cross – Lietuvos Raudonasis Kryžius                                                                                     | Lituania               |
| Baltica și Nordică                                                | Norwegian Organisation for Asylum Seekers (NOAS) – Norsk Organisasjon for Asylsøkere (NOAS)                                            | Norvegia               |
| Baltica și Nordică                                                | Norwegian Refugee Council (NRC) | Norvegia               |
| Baltica și Nordică                                                | Memorial Human Rights Centre | Rusia                  |
| Baltica și Nordică                                                | Caritas Sweden – Caritas Sverige | Suedia                 |
| Baltica și Nordică                                                | Amnesty International Sweden | Suedia                 |
| Baltica și Nordică                                                | The Swedish Network of Refugee Support Groups (FARR) – Flyktinggruppernas Riksråd (FARR)                                               | Suedia                 |
| Baltica și Nordică                                                | Swedish Red Cross – Svenska Röda Korset                                                                                                | Suedia                 |
| Baltica și Nordică                                                | Swedish Refugee Law Centre – Asylrättscentrum                                                                                          | Suedia                 |
| Europa de Sud-Est                                                 | Vaša Prava BiH | Bosnia și Herțegovina  |
| Europa de Sud-Est                                                 | Bulgarian Helsinki Committee – Български Хелзинкски Комитет                                                                            | Bulgaria               |
| Europa de Sud-Est                                                 | Bulgarian Red Cross – Български Червен Кръст                                                                                           | Bulgaria               |
| Europa de Sud-Est                                                 | Refugee Advisory Board (RAB) – UNCHR България                                                                                          | Bulgaria               |
| Europa de Sud-Est                                                 | Centre for Peace Studies (CPS) – Centar za Mirovne Studije (CMS)                                                                       | Croația                |
| Europa de Sud-Est                                                 | Croatian Law Centre (CLC) – Hrvatski Pravni Centar (HPC)                                                                               | Croația                |
| Europa de Sud-Est                                                 | Are You Syrious (AYS) | Croația                |
| Europa de Sud-Est                                                 | Civil Rights Program Kosovo (CRP/K) | Kosovo*                |
| Europa de Sud-Est                                                 | Macedonian Young Lawyers' Association (MYLA) – Македонското Здружение на Млади Правници (МЗМП)                                         | Macedonia de Nord      |
| Europa de Sud-Est                                                 | Law Center of Advocates (CDA) – Centrul de Drept al Avocaților (CDA)                                                                   | Republica Moldova      |
| Europa de Sud-Est                                                 | Romanian National Council for Refugees (CNRR) – Consiliul Național Român pentru Refugiați (CNRR)                                       | România                |
| Europa de Sud-Est                                                 | JRS Romania | România                |
| Europa de Sud-Est                                                 | Asylum Protection Centre (APC) – Centar za Zaštitu i Pomoć Tražiocima Azila (CZA)                                                      | Serbia                 |
| Europa de Sud-Est                                                 | Belgrade Centre for Human Rights – Beogradski centar za ljudska prava                                                                  | Serbia                 |
| Europa de Sud-Est                                                 | Grupa 484 | Serbia                 |
| Europa de Sud-Est                                                 | Psychosocial Innovation Network (PIN)                                                                                                  | Serbia                 |
| Europa de Sud-Est                                                 | Centre for Research and Social Development (IDEAS) – Centar za Istraživanje i Razvoj Društva (IDEAS)                                   | Serbia                 |
| Membri asociați                                                   | Integrationshaus | Austria                |
| Membri asociați                                                   | Solentra | Belgia                 |
| Membri asociați                                                   | Amnesty International EU Office | Internațional (Belgia) |
| Membri asociați                                                   | Red Cross EU Office | Internațional (Belgia) |
| Membri asociați                                                   | SOS Children's Villages | Internațional (Belgia) |
| Membri asociați                                                   | Associazione Studi Giuridici Immigrazione (ASGI)                                                                                       | Italia                 |
| Membri asociați                                                   | International Cities of Refuge Network (ICORN)                                                                                         | Norvegia               |
| Membri asociați                                                   | Legal Center for the Protection of Human Rights and the Environment (PIC) – Pravni Center za Varstvo Človekovih Pravic in Okolja (PIC) | Slovenia               |

*Această desemnare nu aduce atingere pozițiilor privind statutul și este în conformitate cu RCS 1244 și cu Opinia CIJ privind Declarația de Independență a Kosovo.

## Publicații
Buletinul săptămânal ECRE oferă informații despre cele mai recente evoluții în domeniile azilului și protecției refugiaților. 
Actualizarea juridică săptămânală ELENA (WLU) oferă informații despre evoluțiile recente importante în dreptul internațional și european al azilului. Revista de presă ECRE oferă o prezentare generală săptămânală a celor mai recente știri în domeniile azilului și migrației. 
Publicațiile resurse ECRE includ documente de comentarii, documente de politici, documente de lucru, note juridice și publicații AIDA. Subiectele juridice ECRE includ contestații în justiție, intervenții și implementarea hotărârilor judecătorești.

## Rețele sociale
ECRE este activ pe următoarele platforme de socializare:
- Facebook: Consiliul European pentru Refugiați și Exilați (ECRE)
- LinkedIn: Consiliul European pentru Refugiați și Exilați (ECRE)
- X (Twitter): ECRE @ecre
- Instagram: theecre